# Mauro Lucchiari
Mauro Lucchiari (Monselice, 31 marzo 1968) è un pilota motociclistico italiano ritiratosi dall'attività agonistica.

## Carriera

Lucchiari (n. 12), su Ducati 916, precede il compagno di marca Carl Fogarty nel vittorioso Gran Premio di superbike di Misano Adriatico 1995.

Nel 1992, in sella ad una Ducati, ottiene trentadue punti e chiude ventunesimo nel campionato europeo Superbike. Ha partecipato a 8 campionati mondiali in Superbike (6) e Supersport (2) tra il 1992 e il 2005, vincendo anche entrambe le gare al Gran Premio di San Marino a Misano Adriatico nel 1995, anno in cui ottenne la sua migliore prestazione classificandosi 9º nella classifica mondiale finale. In totale ha collezionato 7 podi.
Nel 2005 disputa la gara conclusiva del campionato italiano Superbike come wild card piazzandosi settimo. Nel 2006 è pilota titolare nel Campionato Italiano Superbike dove è settimo in classifica con due piazzamenti a podio, nel 2007 riesce a conquistare in sella ad una Ducati 999RS il terzo posto nella classifica finale dopo aver ottenuto buoni risultati durante tutta la stagione.
Nel 2008, dopo aver conquistato il podio nella gara inaugurale del campionato italiano Superbike, interrompe bruscamente la sua carriera, in quanto viene condannato a sei anni ed incarcerato a Parigi per traffico internazionale di stupefacenti, perché trovato in possesso di oltre sette chilogrammi di cocaina proveniente dal Sud America.

## Risultati in gara

### Campionato mondiale Superbike
| 1992 | Moto   |    |    |    |    |    |    |    |    |     |     |    |     |     |    |  |  |  |  |    |    |   |    |  |  |  |  | Punti | Pos. |
| ---- | ------ | -- | -- | -- | -- | -- | -- | -- | -- | --- | --- | -- | --- | --- | -- |  |  |  |  | -- | -- | - | -- |  |  |  |  | ----- | ---- |
| 1992 | Ducati | NQ | NQ | NQ | NQ | NQ | NQ | 25 | 25 | Rit | Rit | 23 | Rit | Rit | 18 |  |  |  |  | 30 | 16 | 8 | 13 |  |  |  |  | 11    | 41º  |

| 1993 | Moto   |    |    |    |     |    |    |   |   |     |   |   |     |     |     |   |   |    |    |    |     |     |   |     |  |  |  | Punti | Pos. |
| ---- | ------ | -- | -- | -- | --- | -- | -- | - | - | --- | - | - | --- | --- | --- | - | - | -- | -- | -- | --- | --- | - | --- |  |  |  | ----- | ---- |
| 1993 | Ducati | 13 | 12 | 16 | Rit | 12 | 10 | 2 | 4 | Rit | 5 | 6 | Rit | Rit | Rit | 7 | 9 | 28 | 23 | 10 | Rit | Rit | 6 | Rit |  |  |  | 94,5  | 10º  |

| 1994 | Moto            |    |   |     |     |   |   |     |     |     |     |  |  |  |  |     |   |     |   |     |   |  |  |  |  |  |  | Punti | Pos. |
| ---- | --------------- | -- | - | --- | --- | - | - | --- | --- | --- | --- |  |  |  |  | --- | - | --- | - | --- | - |  |  |  |  |  |  | ----- | ---- |
| 1994 | Yamaha e Ducati | 23 | 8 | Rit | Rit | 5 | 3 | Rit | Rit | Rit | Rit |  |  |  |  | Rit | 3 | Rit | 3 | Rit | 3 |  |  |  |  |  |  | 79    | 12º  |

| 1995 | Moto   |     |   |   |   |   |    |   |   |     |     |    |   |    |    |    |    |    |     |   |   |   |    |     |     |  |  | Punti | Pos. |
| ---- | ------ | --- | - | - | - | - | -- | - | - | --- | --- | -- | - | -- | -- | -- | -- | -- | --- | - | - | - | -- | --- | --- |  |  | ----- | ---- |
| 1995 | Ducati | Rit | 7 | 1 | 1 | 9 | 10 | 6 | 6 | Rit | Rit | 13 | 7 | 14 | 14 | 11 | 11 | 20 | Rit | 5 | 4 | 7 | 11 | Rit | Rit |  |  | 156   | 9º   |

| 1999 | Moto   |  |  |    |     |     |    |  |  |    |    |    |    |    |    |    |     |    |    |   |   |     |     |    |    |  |  | Punti | Pos. |
| ---- | ------ |  |  | -- | --- | --- | -- |  |  | -- | -- | -- | -- | -- | -- | -- | --- | -- | -- | - | - | --- | --- | -- | -- |  |  | ----- | ---- |
| 1999 | Yamaha |  |  | 17 | Rit | Rit | 17 |  |  | 16 | 15 | 17 | 18 | 13 | 11 | 16 | Rit | 16 | 17 | 7 | 9 | Rit | Rit | 18 | 18 |  |  | 25    | 25º  |

| 2005 | Moto   |  |  |  |  |  |  |  |  |  |  |  |  |  |  |  |  |  |  |  |  |     |    |  |  |  |  | Punti | Pos. |
| ---- | ------ |  |  |  |  |  |  |  |  |  |  |  |  |  |  |  |  |  |  |  |  | --- | -- |  |  |  |  | ----- | ---- |
| 2005 | Yamaha |  |  |  |  |  |  |  |  |  |  |  |  |  |  |  |  |  |  |  |  | Rit | NP |  |  |  |  | 0     |      |

| Legenda | 1º posto        | 2º posto            | 3º posto           | A punti      | Senza punti        | Grassetto – Pole position Corsivo – Giro più veloce |
| Legenda | Gara non valida | Non qual./Non part. | Ritirato/Non class | Squalificato | '-' Dato non disp. | Grassetto – Pole position Corsivo – Giro più veloce |

### Campionato mondiale Supersport
| 1997 | Moto   |     |    |    |    |  |     |  |  |  |  |  | Punti | Pos. |
| ---- | ------ | --- | -- | -- | -- |  | --- |  |  |  |  |  | ----- | ---- |
| 1997 | Ducati | Rit | 11 | NP | NP |  | Rit |  |  |  |  |  | 5     | 33º  |

| 1998 | Moto   |     |    |     |   |     |    |   |   |   |     |  | Punti | Pos. |
| ---- | ------ | --- | -- | --- | - | --- | -- | - | - | - | --- |  | ----- | ---- |
| 1998 | Ducati | Rit | 16 | Rit | 7 | Rit | 12 | 6 | 6 | 7 | Rit |  | 42    | 11º  |

| Legenda | 1º posto        | 2º posto            | 3º posto           | A punti      | Senza punti        | Grassetto – Pole position Corsivo – Giro più veloce |
| Legenda | Gara non valida | Non qual./Non part. | Ritirato/Non class | Squalificato | '-' Dato non disp. | Grassetto – Pole position Corsivo – Giro più veloce |